# Snake Attack
Snake Attack je studiové album amerického hudebníka Harveyho Mandela. Vydáno bylo 10. února roku 2017 společností Rockbeat Records, pouhé tři měsíce po hudebníkově předchozí desce Snake Pit. Vedoucím producentem alba byl Mandelův manažer Timm Martin.

## Seznam skladeb
1. Snake Attack
2. Packin'
3. Freak of Dawn
4. A Luscious Life
5. Sinister
6. Criminal Intent
7. Super Squid
8. Exotic Predator
9. Body Beast
10. Keeping the Faith